# Cardiff
Cardiff (velško Caerdydd) je glavno mesto in tudi največje mesto Walesa ter z okoli 320.000 prebivalci 11. največje mesto v Združenem kraljestvu. Leži na južni obali Walesa ob Bristolskem zalivu na vzhodnem delu dežele.
V začetku 19. stoletja je bil Cardiff majhno in nepomembno naselje, s prihodom industrije pa je z največjim pristaniščem za prevoz premoga v državi postal zelo pomemben. Leta 1905 so ga razglasili za mesto, 50 let pozneje pa za glavno mesto Walesa.
Kot največje mesto je Cardiff poslovno, finančno, kulturno, športno in turistično središče Walesa.

## Etimologija
Caerdydd (valižansko mesto) izhaja iz starejše valižanske oblike Caerdyf. Sprememba z -dyf na -dydd kaže pogovorno spremembo valižanskega 'f' [v] in dd [ð] in je morda tudi posledica ljudske etimologije (dydd je valižansko "dan", medtem ko dyf nima očitnega pomena). Ta zvočna sprememba se je verjetno prvič pojavila v srednjem veku. Obliki sta bili živi v obdobju Tudorjev. Caerdyf ima svoj izvor v porimski britski besedi in pomeni "trdnjava Taff". Utrdba se verjetno nanaša na sistem, uveden v času Rimljanov. Caer je valižansko trdnjava in -dyf je v bistvu oblika Taf (Taff), reka, ki teče ob gradu Cardiff, ⟨t⟩ je  prešel v ⟨d⟩ in sprememba samoglasnika je posledica izgubljene rodilniške končnice. 
Angleška oblika Cardiff izhaja iz Caerdyf z valižanskim f [v], izposojenim kot ff /f/, kot se to dogaja tudi v Taff (valižansko Tat) in Llandaff (valižansko Llandaf). Angleščina nima samoglasnika [ɨ], zato si je končni samoglasnik izposodila kot /ɪ/.
Zgodovinar William Camden (1551–1623) je menil, da ime Cardiff izhaja iz "Caer-Didi" ("trdnjava Didius"), ime naj bi bilo posvečeno Aulu Didiju Gallu, guvernerju bližnje province v obdobju, ko je bila ustanovljena rimska utrdba. Čeprav so nekateri viri ponovili to teorijo, je bila iz jezikovnih razlogov sodobnih znanstvenikov, kot je profesor Gwynedd Pierce, zavrnjena. 

## Zgodovina

### Izvor
Arheološki dokazi s krajev v Cardiffu in okoli njega – megalitski dolmen svetega Lythansa v bližini Wenvoeja (približno 6,4 km zahodno, jugozahodno od središča mesta), grobnica Tinkinswood v bližini St. Nicholasa (približno 10 km zahodno od središča mesta), prekatna grobnica Cae'r Arfau, Creigiau (približno 10 km severozahodno od središča mesta) in Gwern y Cleppa v bližini Coedkernewa, Newport (okoli 13,5 km severovzhodno od centra mesta) – kažejo, da so ljudje naselili območje vsaj okoli 6000 let pred sedanjostjo, v zgodnjem neolitiku; okoli 1500 let pred Stonehengeem ali piramidami v Gizi. Skupina petih tumulusov iz bronaste dobe, gomile na vrhu hriba Garth (valižansko: Mynydd y Garth) so bile najdene znotraj današnjih meja grofije skupaj s Caeraujem Hillfortom, gradiščem,  območjem velikosti 5,1 ha.
Do rimske zasedbe Britanije je bil Cardiff del ozemlja Silurov – keltsko-britskega ljudstva, ki je cvetelo v železni dobi, vključenega v območje, ki bo postalo znano kot Breconshire, Monmouthshire in Glamorgan.  3,2 ha velika trdnjava, ki so jo ustanovili Rimljani v bližini izliva reke Taff leta 75 n. št., je postala severozahodna meja središča Cardiffa in je bila zgrajena v obsežnem naselju, ki so ga ustanovili Siluri v 50-ih n. št.  Utrdba je bila ena številnih vojaških oporišč, povezanih z Isco Augusto (Caerleon), ki je bila mejna obramba. Utrdba je bila morda opuščena v začetku 2. stoletja, saj je bilo območje mirno. V tem času je bilo ustanovljeno civilno naselje ali vicus. Prebivalci so bili verjetno trgovci, ki so živeli od utrdbe, nekdanji vojaki in njihove družine. Pri Elyju je bila odkrita rimska vila.  Sodobna saška utrdba iz 3. in 4. stoletja je bila kamnita trdnjava, zgrajena v Cardiffu. Podobno kot obalne utrdbe je bila tudi ta trdnjava zgrajena za zaščito Britanije pred sovražniki. Kovanci iz vladavine Gratian kažejo, da je bil Cardiff naseljen vsaj do 4. stoletja; utrdba je bila opuščena proti koncu 4. stoletja, ko so zadnje rimske legije z Magnom Maksimom zapustile provinco Britanijo. 
Malo je znano o trdnjavi in civilnem naselju v obdobju po rimskem odhodu iz Britanije in do zasedbe Normanov. Naselje se je verjetno zmanjšalo ali bilo celo opuščeno. Po rimski vladavini je bil Wales razdeljen v majhna kraljestva; že na začetku je bil Meurig ap Tewdrig lokalni kralj v Glywysingu (ki je pozneje postal Glamorgan). Območje je obvladovala njegova družina, dokler niso v 11. stoletju prišli Normani.

### Normanska zasedba v srednjem veku
Leta 1081 je kralj Viljem I. začel dela na gradu znotraj zidov stare rimske utrdbe. Grad Cardiff je bil vedno središče mesta. V viktorijanskem obdobju sta ga John Crichton-Stuart, 3. markiz Bute, in arhitekt William Burges bistveno spremenila in podaljšala. Izvirne rimske ostanke še vedno lahko najdemo na današnjih zidovih.
Mesto je raslo v senci gradu, ki so ga naseljevali predvsem priseljenci iz Anglije.  Cardiff je v srednjem veku imel med 1500 in 2000 prebivalcev in je bil sorazmerno normalne velikosti za valižansko mesto v tem obdobju. Bil je središče normanske marke plemenitega kralja Glamorganskega. Do konca 13. stoletja je bil Cardiff edino mesto v Walesu, v katerem je živelo več kot 2000 ljudi, čeprav je ostal sorazmerno majhen v primerjavi z večino pomembnih mest v angleškem kraljestvu in vedno zelo zaprt s svojimi zidovi, ki so se začeli kot lesene palisade v začetku 12. stoletja. Bil je dovolj velik in pomemben, da je dobil vrsto privilegijev. Leta 1331 so mu jih podelili William La Zouche, lord Glamorganski s poroko z družino de Clare, Edvard III. leta 1359, nato Henrik IV. leta 1400, Henrik VI.   V nemajhnem delu je zaradi zgodovinske anglizacije mesta leta 1404 Owain Glyndŵr zažgal Cardiff in zasedel grad. Ker so bile mnoge zgradbe v mestu narejene iz lesa in so stale tesno skupaj znotraj mestnega obzidja, je bil velik del Cardiffa uničen. Ironično je, da so glede na Glyndŵrova dejanja njegov kip postavili v Cardiffu pred Mestno hišo v začetku 20. stoletja, kar kaže, kako zapleteno in pogosto nasprotujočo kulturno identiteto ima Cardiff kot glavno mesto Walesa. Mesto so kmalu obnovili po istem načrtu ulic. V nadaljevanju je imel pomembno politično vlogo pri upravljanju rodovitne južne glamorganske obalne ravnine. Cardiff je bil v srednjem veku prometno pristanišče zaradi svoje lege na trgovski poti do Bristola, leta 1327 je bil razglašen za glavno pristanišče. Trgovci so morali blago prodajati pod določenimi pogoji. Mesto je v nadaljevanju postalo pomembno za piratstvo, kar je v zgodnji sodobni dobi sprožilo večji spor med graščaki v Cardiffu in okoliškimi družinami.

### Glavno mesto grofije Glamorgana ali Glamorganshira
Leta 1536 je bil sprejet Zakon o uniji med Anglijo in Walesom in oblikovano je bilo okrožje Glamorgan, Cardiff pa je postal okrajno mesto. Postalo je tudi del upravne enote (hundred) Kibbor. Približno istočasno je družina Herbert postala najmočnejša družina na tem območju. Leta 1538 je Henrik VIII. zaprl dominikanske in frančiškanske samostane v Cardiffu, katerih ostanke so uporabljali kot gradbeni material. Pisec tega obdobja je opisal Cardiff: "Reka Taff teče pod stenami imenitnega gradu in s severnega dela mesta na južni del, kjer je ustrezen in varen pristan za ladijski promet."
Cardiff je postal leta 1542 svobodno mestno okrožje [34], nadaljnje kraljeve privilegije sta mu podelila Elizabeta I. leta 1600 in Jakob I. leta 1608. Leta 1573 so bila narejena vrata pristanišča za pobiranje carine. Zgodovinar George Owen iz Pembroka je opisal Cardiff leta 1602 kot "najlepše mesto v Walesu, a ne najbogatejše". 
Katastrofalne poplave v Bristolskem kanalu 30. januarja 1607 (zdaj verjamejo, da je bil cunami),  so spremenile tok reke Taff in uničile župnijsko cerkev svete Marije, ki jo je nadomestila podružnična cerkev svetega Janeza Krstnika.
Med drugo angleško državljansko vojno je bila zahodno od mesta St. Fagans bitka med rojalističnimi uporniki in novo vojsko. Končala se je z zmago parlamentarcev in Oliver Cromwell je osvojil Wales. To je bila zadnja velika bitka v Walesu z okoli 200 (večinoma rojalisti) ubitimi vojaki.
Sledila so stoletja miru. Leta 1766 se je John Stuart, 1. markiz Bute, poročil v družino Herbert in ustanovil Marquess of Bute. Leta 1778 je začel obnovitvena dela na gradu Cardiff.  V 1790-ih so bili odprti dirkališče, tiskarna, banka in kavarna, iz Cardiffa je vozila poštna kočija do Londona. Kljub tem izboljšavam se je položaj Cardiffa v valižanski urbani hierarhiji v 18. stoletju zmanjšal. Iolo Morgannwg ga je imenoval "obskurno in nepomembno mesto", po popisu leta 1801 je bilo le 1870 prebivalcev, kar je Cardiff uvrstilo na 25. mesto v Walesu, tudi za Merthyrom in Swanseanom. 

### Gradnja dokov
Leta 1793 se je rodil John Crichton-Stuart, 2. Butski markiz. Vse svoje življenje je posvetil gradnji dokov v Cardiffu, zato so ga imenovali "ustvarjalec sodobnega Cardiffa". Od leta 1815 dalje je dvakrat tedensko vozila ladja med Cardiffom in Bristolom, leta 1821 je bil ustanovljen Cardiff Gas Works.
Po Napoleonovih vojnah je Cardiff vstopil v obdobje socialnih in industrijskih nemirov, ki so se leta 1831 začeli s sojenjem delavcu in rudarju Dicu Penderynu, ki so ga nato obesili.
Mesto je od leta 1830 dalje hitro raslo. Butski markiz je zgradil pomol, ki je bil povezan z železnico Taff Vale. Cardiff je postal glavno pristanišče za izvoz premoga iz Cynona, Rhondda in doline Rhymney ter rasel po stopnji skoraj 80 % v desetletjih med letoma 1840 in 1870. Velik del rasti je posledica selitev iz notranjosti in zunanjosti Walesa: leta 1841 je bila četrtina prebivalstva v Cardiffu rojena v Angliji in več kot 10 % na Irskem.  Ob popisu leta 1881 je Cardiff prehitel  Merthyr in Swansea in postal največje mesto v Walesu. [44] Cardiff je postal prvo mesto v Južnem Walesu, ko je bil leta 1893 izbran kot univerzitetno mesto Južnega Walesa in Monmouthshira.
Po dograditvi Maindy Barracks leta 1877 so bili tu vojaki stalno prisotni. [45]
Cardiff se je spoprijel z izzivom leta 1880, ko sta David Davies Llandinam in Barry Railway Company spodbujala razvoj konkurenčnih dokov v Barryju. Imeli so prednost, saj so bili dostopni ob vseh plimovanjih in David Davies je trdil, da bo njegov podvig povzročil "da bo trava rasla na ulicah Cardiffa". Od leta 1901 je izvoz premoga iz Barryja presegel izvoz iz Cardiffa, vendar je uprava trgovine s premogom ostala v Cardiffu, zlasti borza, ki je določala ceno premoga na britanskem trgu. Prvi milijon funtov vreden posel je bil sklenjen leta 1907. Mesto se je gospodarsko okrepilo tudi z odločitvijo lastnikov železarne Dowlais v Merthyru o gradnji nove jeklarne v bližini pomola na East Moorsu, ki jo je lord Butski odprl 4. februarja 1891. 

### Mesto in status glavnega mesta
Britanski kralj Edvard VII. je Cardiffu podelil status mesta 28. oktobra 1905.  Mesto je leta 1916 dobilo rimskokatoliško stolnico. V naslednjih letih je bilo vedno več državnih ustanov, tudi Narodni muzej Walesa, Valižanski narodni vojni spomenik in Univerza, ne pa Narodna knjižnica Walesa, deloma zato ker je ustanovitelj knjižnice, sir John Williams, menil, da Cardiff nima valižanskega prebivalstva.
Po kratkem povojnem razcvetu se je med obema vojnama začelo dolgotrajno zmanjšanje. Leta 1936 je bilo prometa v dokih manj kot polovica njegove vrednosti leta 1913, kar kaže zmanjšanje povpraševanja po valižanskem premogu. Škoda zaradi bombardiranja Cardiffa v drugi svetovni vojni je vključevala opustošenje Llandaffske stolnice. Takoj po vojni se je povezava z družino Bute končala.
Mesto je bilo razglašeno za glavno mesto Walesa 20. decembra 1955 s pisnim dokumentom ministra za notranje zadeve Gwilyma Lloyda Georgea. Caernarfon je tudi del tega.  Cardiff je torej v letu 2005 praznoval dve pomembni obletnici. Enciklopedija Walesa ugotavlja, da je imela odločitev o priznanju mesta kot glavnega mesta Walesa "več opraviti s tem, da je imelo mesto obrobne konservativne volivce kot kateri koli utemeljen pogled na vlogo, ki jo mora imeti valižansko glavno mesto". Čeprav je mesto gostilo igre Commonwealtha leta 1958, je Cardiff postal le središče nacionalne uprave z vzpostavitvijo urada leta 1964, ki je spodbudil nastanek različnih drugih javnih organov, kot sta umetnostni svet in razvojna agencija.
Železarno East Moors so zaprli leta 1978 in prebivalstvo Cardiffa se je leta 1980 zmanjšalo v skladu s širšo urbanizacijo v Veliki Britaniji. V 1990-ih pa si je opomogel in bil eden redkih mest (zunaj Londona), v katerem se je število prebivalcev povečalo. [50] V tem obdobju je Cardiff Bay Development Corporation, ki je spodbujala prenovo južnega Cardiffa, leta 2004 obudila Cardiff Bay in ugotovila, da bo projekt "okrepil konkurenčni položaj Cardiffa" in "prispeval k bistvenemu izboljšanju kakovosti grajenega okolja", čeprav ni "pritegnil toliko vlagateljev, kot je bilo sprva predvideno".
Na referendumu leta 1997 so volivci Cardiffa zavrnili ustanovitev nacionalne skupščine Walesa s 55,4 % proti 44,2 % s 47-odstotno udeležbo. 
Mesto je bilo središče okrožja Glamorgan do sveta reorganizacije leta 1974, zdaj pa je  z Vale of Glamorgan skupaj novo okrožje Južni Glamorgan. Z nadaljnjim prestrukturiranjem lokalne uprave v letu 1996 je okrožni svet Cardiff Cityja postal enoten organ, mesto in okrožje Cardiff, dodana sta bila Creigiau in Pentyrch.

## Geografija
Cardiff je razmeroma ravninsko mesto, ki ga na vzhodu, severu in zahodu omejujejo hribi (najvišja točka je Garth Hill, 307 m), na jugu pa Bristolski zaliv in estuarij reke Severn. Geografska lega je z lahkim dostopom do premogovnikov v dolinah na jugu Walesa omogočila bliskovit razvoj pristanišča, s tem pa tudi mesta okoli njega. Zgrajeno je bilo na izsušenem močvirnem svetu s podlago iz triasnih kamnin. Triasne pokrajine v tem delu sveta so po navadi plitve in nizko ležeče. Klasični triasni lapor, pesek in konglomeratne skale so se v Cardiffu stoletja uporabljale kot gradbeni material. Mnoge od teh triasnih kamnin imajo vijoličen odtenek, predvsem obalni lapor, ki ga najdemo ob Penarthu. Ena od triasnih kamnin, ki se uporablja v Cardiffu, je Radyr Stone, ki je, kot že ime pove, pridobljena v okrožju Radyr.
Cardiff meji na zahodu na okrožje Vale of Glamorgan, znano tudi kot The Garden of Cardiff(Vrt Cardiffa), na vzhodu na mesto Newport, na severu na doline Južnega Walesa in na jugu na estuarij reke Severn in Bristolski kanal. Skozi mesto tečejo tri reke, Taff in Ely, ki se izlivata v Cardiffski zaliv na jugu, ter Rhymney na vzhodu, ki se izliva neposredno v Bristolski zaliv. Cardiffski zaliv je bil nekoč brakičen (polslan) z neposredno povezavo z morjem ob najvišji plimi, danes pa je povezava zagrajena z zapornicami in zaliv je sladkovodno jezero, obala katerega je od devetdesetih let prizorišče obsežnega razvojnega projekta.
Cardiff je v bližini zaščitene obale Glamorgan, ki se razteza zahodno od Penartha in Barryja – spalno naselje Cardiffa, s klifi iz črtastih rumeno-modrih jurskih apnencev. Obala Glamorgan je le del Keltskega morja, ki je izpostavljeno jurski geologiji (geološka formacija modri lias). Ta odsek obale, ki ima grebene, plitvine in nazobčane klife, je bila pokopališče ladij, ki so plule do Cardiffa v industrijski dobi, saj so bile uničene okoli te sovražne obale med zahodno/jugozahodnim neurjem. Zato so bili tihotapljenje in namerni napadi na ladje pogosti. 
Cardiff leži v severnem zmernem pasu in ima v bistvu morsko okolje. (KÖPPEN: Cfb), označen z blagim vremenom, ki je pogosto oblačno, mokro in vetrovno. Večino leta pihajo vetrovi z jugozahoda z Atlantskega oceana. Poletja so topla in sončna s povprečnimi najvišjimi temperaturami med 19 °C in 22 °C. Zime so po navadi precej mokre, vendar so padavine redko pretirane, temperatura običajno ostane nad lediščem. Povprečne dnevne temperature so 4,5 °C januarja in 16 °C julija.

## Demografija
Prebivalstvo je zaradi trgovanja, imigracije po drugi svetovni vojni in tujih študentov etnično zelo raznovrstno. Območje lokalne oblasti je imelo ob popisu leta 2011 346.100 prebivalcev v primerjavi z letom 2001, ko jih je bilo 305.353. Večje urbano območje (opredelitev Eurostata skupaj z Vale of Glamorgan in več lokalnimi skupnostmi v dolinah) je imelo 841.600 ljudi, kar je 10. največje v Veliki Britaniji. Metropolitansko območje Cardiff in doline Južnega Walesa pa imajo skoraj 1,1 milijona prebivalcev.
Ob popisu leta 2011 je v mestu živelo 84,7 % belcev, 1,6 % je bilo mešanega belega in črnega afriškega/karibskega prebivalstva, 0,7 % mešanega belega in azijskega, 0,6 % mešanega drugega prebivalstva, 8 % Azijcev, 2,4 % črncev 1,4 % Arabcev in 0,6 % drugih etničnih skupin. Skupno naj bi okoli 53.000 prebivalcev pripadalo kateri od manjšin, od tega jih največ živi v predelu Butetown, v katerem sestavljajo tretjino prebivalstva.

### Religija
Od leta 1922 je v Cardiff vključena primestna stolnica "vasi" Llandaff, katere škof je od leta 2002 tudi nadškof Walesa. V mestu je tudi katoliška stolnica. Od leta 1916 je Cardiff sedež katoliškega nadškofa. Zdi se, da se število katoliškega prebivalstva niža, po oceni iz leta 2006 je katoličanov okoli 25.000 manj kot leta 1980. V mestu je tudi judovska skupnost. Ima dve sinagogi, ena je v Cyncoedu in ena v Moiri Terrace v nasprotju s sedmimi na prelomu 20. stoletja. V mestu je precej nekonformističnih kapelic zgodnjega 20. stoletja, grška pravoslavna cerkev in 11 mošej. Ob popisu 2001 se je 66,9 % prebivalstva v Cardiffu opredelilo kot kristjani, kar je odstotek pod povprečjem Walesa in Velike Britanije.
Najstarejša nekrščanska skupnost v Walesu so judje, ki  po ediktu letu 1290 niso smeli živeti v Angliji in Walesu, izgnal jih je angleški kralj Edvard I. Valižanska judovska skupnost je bila ponovno ustanovljena v 18. stoletju.
Ob popisu prebivalstva leta 2001 je bilo v Cardiffu 3,7 % muslimanov, kar je bilo nad povprečjem v Združenem kraljestvu (2,7 %) in precej nad povprečjem Walesa. Cardiff ima eno od najdlje uveljavljenih muslimanskih skupnosti v Veliki Britaniji, ki so jo začeli jemenski mornarji, ki so se naselili v mestu v 19. stoletju. Prva mošeja v Združenem kraljestvu (na kraju, kjer je zdaj islamski center Al-Manar) je bila odprta leta 1860 v okrožju Cathays Cardiff. Cardiff je zdaj dom več kot 11.000 muslimanom različnih narodnosti iz različnih okolij ali skoraj 52 % vseh valižanskih muslimanov.
Mesto je dom precejšnje hindujske skupnosti, saj so se indijski priseljenci naselili med letoma 1950 in 1960. Prvi hindujski tempelj v mestu je bil odprt 6. aprila 1979 v Grangetownu, zgrajen na kraju zapuščene sinagoge. Danes živi v Cardiffu več kot 2000 hindujcev in imajo tri templje.

## Gospodarstvo
Kot glavno mesto Walesa je Cardiff glavno gibalo rasti valižanskega gospodarstva. Čeprav je število prebivalcev v Cardiffu približno 10 % Valižanov, je gospodarstvo Cardiffa skoraj 20 % BDP, 40 % delovne sile vsak dan prihaja iz okoliškega južnega Walesa.
Industrija je imela več stoletij pomembno vlogo pri razvoju Cardiffa. Glavni vir preobrazbe iz majhnega v veliko mesto je bilo povpraševanje po premogu, potrebnem za izdelavo železa in pozneje jekla, prinesenega do morja na konjih iz Merthyra Tydfila. Posledično je bil zgrajen 40 km dolg kanal iz Merthyra (510 metrov nadmorske višine) do ustja reke Taff v Cardiffu. Sčasoma je kanal in čolne zamenjala železnica Taff Vale in zrasli so velika ranžirna postaja ter novi doki v Cardiffu – zaradi hitro naraščajočega povpraševanja po premogu po svetu iz doline Južni Wales.
Na vrhuncu je pristaniško območje Cardiffa, znano kot Tiger Bay, postalo najbolj obremenjeno pristanišče na svetu in najpomembnejše pristanišče premoga. V letih do prve svetovne vojne je bilo več kot 10 milijonov ton premoga vsako leto izvoženih iz Cardiffovih dokov. Leta 1907 je  Coal Exchange prvič opravil posel za milijon funtov šterlingov. Po obdobju upadanj je pristanišče spet začelo rasti – več kot 3 milijone ton tovora je šlo skozi doke leta 2007.
Danes je Cardiff glavno finančno in poslovno središče v Walesu. Lokalno gospodarstvo skupaj z javno upravo, šolstvom in zdravstvom od leta 1991 predstavlja približno 75 % gospodarske rasti. Mesto se je pred kratkim uvrstilo kot sedmo v skupnem seštevku 50 evropskih mest, prav tako je uspešno pri privabljanju tujih vlaganj.
Cardiff je eden najbolj priljubljenih turističnih ciljev v Združenem kraljestvu, saj ga obišče okoli 18 milijonov obiskovalcev letno in ustvari 852.000.000 £ prihodkov mesta. Posledica je, da je vsak peti prebivalec zaposlen v gostinstvu in turizmu. Mesto ima veliko hotelov različnih velikosti in standarda s skoraj 9000 razpoložljivimi posteljami. 
Cardiff je sedež valižanskih medijev in velikega medijskega sektorja z BBC Wales, S4C in ITV Wales in vsi imajo studie v mestu. Cardiff ima več športnih objektov, med njimi 1,4 milijarde £ vreden International Sports Village v Cardiffskem zalivu, ki je sodeloval pri olimpijskih igrah v Londonu leta 2012.

## Znamenitosti
Cardiff ima veliko znamenitih stavb, kot so: 
- hiša Pierhead – (valižansko Adeilad y Pierhead) – sedež Državnega zbora Walesa (National Assembly for Wales), spomeniško zaščitena stavba, zgrajena leta 1897 kot sedež za Bute Dock Company;
- grad Cardiff (Cardiff Castle, valižansko Castell Caerdydd) je glavna turistična zanimivost v mestu in je v samem središču mesta;
- gledališki in konferenčni center St. David's Hall (valižansko:Neuadd Dewi Sant);
- stolnica v Llandaffu (valižansko Eglwys Gadeiriol Llandaf); sedež škofa Llandaffa, vodja cerkve v Walesu in škofije Llandaff. Posvečena je svetemu Petru in Pavlu, pa tudi trem valižanskim svetnikom: Dubriciju (Dyfrig), Teilu in Oudoceju (Euddogwy). Je ena od dveh stolnic v Cardiffu;
- Cardiffska metropolitanska stolnica − zgrajena v letih 1839–1842, je ena od le treh katoliških stolnic v Veliki Britaniji, ki je povezana z zborovsko šolo;
- Valižanski milenijski center (valižansko Canolfan Mileniwm Cymru) – center umetnosti, ki gosti opero, balet, ples, komedije in muzikle;
- St. Fagans, narodni zgodovinski muzej (valižansko Sain Ffagan: Amgueddfa Werin Cymru) – muzej na prostem v Cardiffu, ki prikazuje zgodovinski način življenja, kulturo in arhitekturo valižanskih ljudi.

V središču mesta je zbirka edvardijanskih stavb, kot so Mestna hiša, Narodni muzej in galerija Walesa, Cardiff Crown Court in stavbe, ki so del Univerze v Cardiffu, skupaj z več sodobnimi javnimi objekti. Te stavbe obkrožajo majhno zeleno površino, v kateri je valižanski Narodni vojni spomenik in številni drugi manjši spomeniki.
Poleg gradu Cardiff je v Tongwynlaisu na severu mesta grad Coch (valižansko Rdeči grad). Sedanji grad je dovršena viktorijanska stavba oblikovalca Williama Burgesa, zasnovana za markiza in zgrajena leta 1870 za občasen umik. Viktorijanski grad stoji na temeljih veliko starejšega srednjeveškega gradu, ki ga je morda zgradil Ifor Bach, regionalni baron, povezan z gradom Cardiff. Zunanjost je postala priljubljen kraj za filmsko in televizijsko snemanje.
V Cardiffu zatrjujejo, da imajo največ gradov na kupu na svetu. Še vedno so grad Cardiff in grad Coch, ostanki gradu Twmpath, [152] škofovska palača v Llandaffu in grad Saint Fagans, medtem ko so Treodo (ali grad Whitchurch) ponovno zgradili.
| Cardiffski gradovi                                              |
| --------------------------------------------------------------- |
| - Grad Cardiff - Grad Coch - Grad St. Fagans - Škofovska palača |

Druge pomembne turistične znamenitosti so Cardiff Bay, ki vključujejo nedavno odprt Valižanski milenijski center in Senedd ter mnoge druge zanimivosti, vključno zajezitev Cardiff Bay Barrage in slavna Borza premoga.
Cardiff ima več kot 1000 zaščitenih stavb, od pomembnejših, kot so gradovi, do manjših zgradb, hiš in konstrukcij.
Cardiff ima sprehajalno pot posebnega pomena za turiste in pohodnike, imenovano Centenary Walk, 3,7 km po centru mesta Cardiff. Pot vodi mimo mnogih znamenitosti in zgodovinskih stavb.

## Promet
Cardiff je prometno središče Walesa z dobrimi cestnimi in železniškimi povezavami do preostalih delov Walesa in Anglije. Skozenj poteka avtocesta A 4, ki povezuje mesto s kraji Bridgend, Swansea in Carmarthen na zahodu ter Bristol, Swindon, Reading in London na vzhodu. Druga večja prometnica, A 470, ga povezuje s severom in severozahodom dežele.
Mestni in primestni javni prevoz večinsko zagotavlja avtobusno podjetje Cardiff bus, ki je v lasti mestnega sveta in upravlja nekaj več kot 200 avtobusov. Avtobusi drugih, manjših podjetij vozijo večinoma na primestnih progah. Zaradi gostega prometa v središču mesta so avtobusom namenjeni posebni pasovi, samo mestno jedro pa je zaprto za promet.
Regionalno železniško omrežje osmih prog z imenom Valley Lines povezuje 20 železniških postaj v mestu in bližnja naselja v sosednjih regijah. Centralna železniška postaja je ena najprometnejših v Združenem kraljestvu, z nje vozijo vlaki do vseh večjih mest na Otoku.
Mednarodno letališče v Cardiffu (Cardiff International Airport, CWL) je edino mednarodno letališče v Walesu, okoli 15 km zahodno od mesta pri vasi Rhoose.

## Pobratena mesta
- Luhans'k,  Ukrajina
- Pernik, Pernik  Bolgarija
- Hordaland,  Norveška
- Nantes, Pays de la Loire  Francija
- Stuttgart, Baden-Württemberg,  Nemčija
- Xiamen, Fujian,  Ljudska republika Kitajska